# Marquesado del Valle de Alcudia
El marquesado de Valle de Alcudia es un título nobiliario español creado el 24 de junio de 2025 por el rey Felipe VI de España en favor de la fotógrafa Cristina García Rodero.

## Denominación
El título recibe su nombre por el Valle de Alcudia, ubicado en la provincia de Ciudad Real, lugar de origen de la primera titular.

## Concesión
Fue creado mediante Real Decreto 515/2025, de 24 de junio, (publicado en el BOE del 25 de junio):

«La obra fotográfica de doña Cristina García Rodero, centrada en capturar la emoción y la dignidad, y su sensibilidad para retratar los aspectos más íntimos y ocultos del ser humano merecen especial reconocimiento más allá del mundo de las artes, por lo que, queriendo demostrarle mi Real aprecio,
Vengo en otorgarle el título de Marquesa del Valle de Alcudia, para sí y sus sucesores, de acuerdo con la legislación nobiliaria española.»
Felipe R.

## Marqueses del Valle de Alcudia
|                        | Titular                | Periodo                |
| Creación por Felipe VI | Creación por Felipe VI | Creación por Felipe VI |
| ---------------------- | ---------------------- | ---------------------- |
| I                      | Cristina García Rodero | 2025-actual titular    |

## Historia de los marqueses del Valle de Alcudia
- Cristina García Rodero (n. Puertollano, Ciudad Real, 14 de octubre de 1949), I marqués de Valle de Alcudia, académica de la Real Academia de Bellas Artes de San Fernando y Premio Nacional de Fotografía.

Sin descendencia.